# 913
Năm 913 là một năm trong lịch Julius.

## Sinh
- Nguyễn Tất Tố - Danh tướng nhà Ngô